# Palazzo del Toro
El Palazzo del Toro es un gran edificio multifuncional situado en el centro de Milán, más concretamente en la esquina de la Piazza San Babila con el Corso Matteotti y el Corso Vittorio Emanuele. Está dedicado en parte a viviendas y en parte a oficinas, y alberga la sede de la empresa Toro Assicurazioni, que da nombre al edificio.

## Historia
La construcción del Palazzo del Toro fue posible gracias a la apertura de la nueva Piazza San Babila, realizada en los años treinta del siglo XX tras la demolición de una zona del centro histórico de Milán.
Inicialmente Aldo Andreani proyectó un gran complejo en la zona, en el que la arquitectura del Movimiento Moderno se combinaba con algunos elementos del futurismo italiano, del constructivismo soviético y del expresionismo alemán; sin embargo, el resultado se consideró demasiado innovador, y por tanto el cliente, la empresa de seguros Toro & Excess, concedió finalmente el encargo a Emilio Lancia, arquitecto que se había formado en el ambiente novecentista.
Lancia, en colaboración con el ingeniero Raffaele Merendi, proyectó un edificio de imponentes dimensiones pero de aspecto y diseño más tradicionales, en un estilo a medio camino entre el racionalismo y el novecentismo con toques monumentales, que se estaba afirmando como estilo oficial del fascismo tardío.
La construcción empezó en 1935 y se concluyó en 1939.

## Descripción
El edificio se encuentra en una parcela situada en el lado occidental de la Piazza San Babila, rodeada por el Corso Matteotti y el Corso Vittorio Emanuele. La planimetría determina una división en dos partes del complejo: la fachada principal es la convexa que da hacia la Piazza San Babila, y sin solución de continuidad hacia el Corso Vittorio Emanuele, con un pórtico en la planta baja y una amplia franja continua de ventanas en las plantas superiores, detrás de la cual están las oficinas; a lo largo del Corso Matteotti en cambio la apariencia es menos ordenada, y los espacios interiores están dedicados a viviendas. En el interior de la parcela, hacia la iglesia de San Carlo al Corso, hay un cuerpo interior más alto, también de uso residencial.
La planta baja, ocupada por tiendas, es completamente accesible a través de una galería interior con forma de «T» que sigue en parte el trazado de la antigua Galleria de Cristoforis, situada en el mismo lugar y demolida para construir el edificio. En los sótanos del inmueble se encuentra un teatro (el Teatro Nuovo), al que se puede acceder desde la galería interior.
La estructura está formada por pilares de hormigón armado, mientras que el cuerpo interior está sostenido por grandes portales del mismo material, necesarios para mantener libre el espacio que hay debajo, usado como sala teatral.
La fachada principal está revestida con materiales de calidad, y se caracteriza por la gran franja horizontal de ventanas, de tres plantas de altura, quizá inspirada en las obras de Erich Mendelsohn, pero adaptada a un lenguaje más clásico a través del uso de las columnas. La zona de esquina hacia el Corso Matteotti utiliza un volumen más sólido, que sugiere la presencia de un elemento con forma de torre, sin embargo solo esbozado.